# Pedro Antonio de Alarcón
Pedro Antonio de Alarcón y Ariza (Guadix, Granada, 10 de marzo de 1833-Madrid, 19 de julio de 1891) fue un escritor español que perteneció al realismo literario, en el que destacó como uno de los artífices del fin de la prosa romántica. Sin embargo, investigadores como Ferreras consideran que «buena parte de sus libros están inspirados en el romanticismo» y que Alarcón «combatió toda su vida contra el realismo totalizador». Por su parte, Florensa advierte de que «la tendencia ha sido unánime en afiliarlo junto a Byron, Hugo y Espronceda sin descubrir que las obras mayores de Alarcón critican tal romanticismo y que lo hacen desde los postulados de otro romanticismo, el tradicionalista y cristiano de Schlegel y Böhl de Faber». El mismo Alarcón se expresa sobre el realismo, de la siguiente manera, en 1883: «¡Escriban otra media docena de libros estos realistas y naturalistas franceses, y habrán enterrado en su propio fango esa triste escuela que yo apellidaré, no precisamente la mano negra, pero sí la mano sucia literaria!». Y es que, según explica Shaw en su Historia de la literatura española, Alarcón, en línea con la crítica literaria española del siglo XIX, defiende la «poetización» de la realidad, es decir, la observación de la misma en una dirección idealizadora.

## Biografía
Nacido en la localidad granadina de Guadix el 10 de marzo de 1833, su nombre completo fue Pedro Antonio Joaquín Melitón de Alarcón y Ariza. Tuvo una intensa vida ideológica; como sus personajes, evolucionó de las ideas liberales y revolucionarias a posiciones más tradicionalistas. La condición de humildad de su familia hidalga no era tan grave como para que no pudieran costearse sus estudios de derecho en la Universidad de Granada, carrera que abandonó pronto para iniciarse en la eclesiástica. Aquello tampoco le satisfizo y abandonó en 1853 para marchar a Cádiz, donde funda El Eco de Occidente, junto a Torcuato Tárrago y Mateos, iniciando su carrera periodística en la dirección de este periódico.

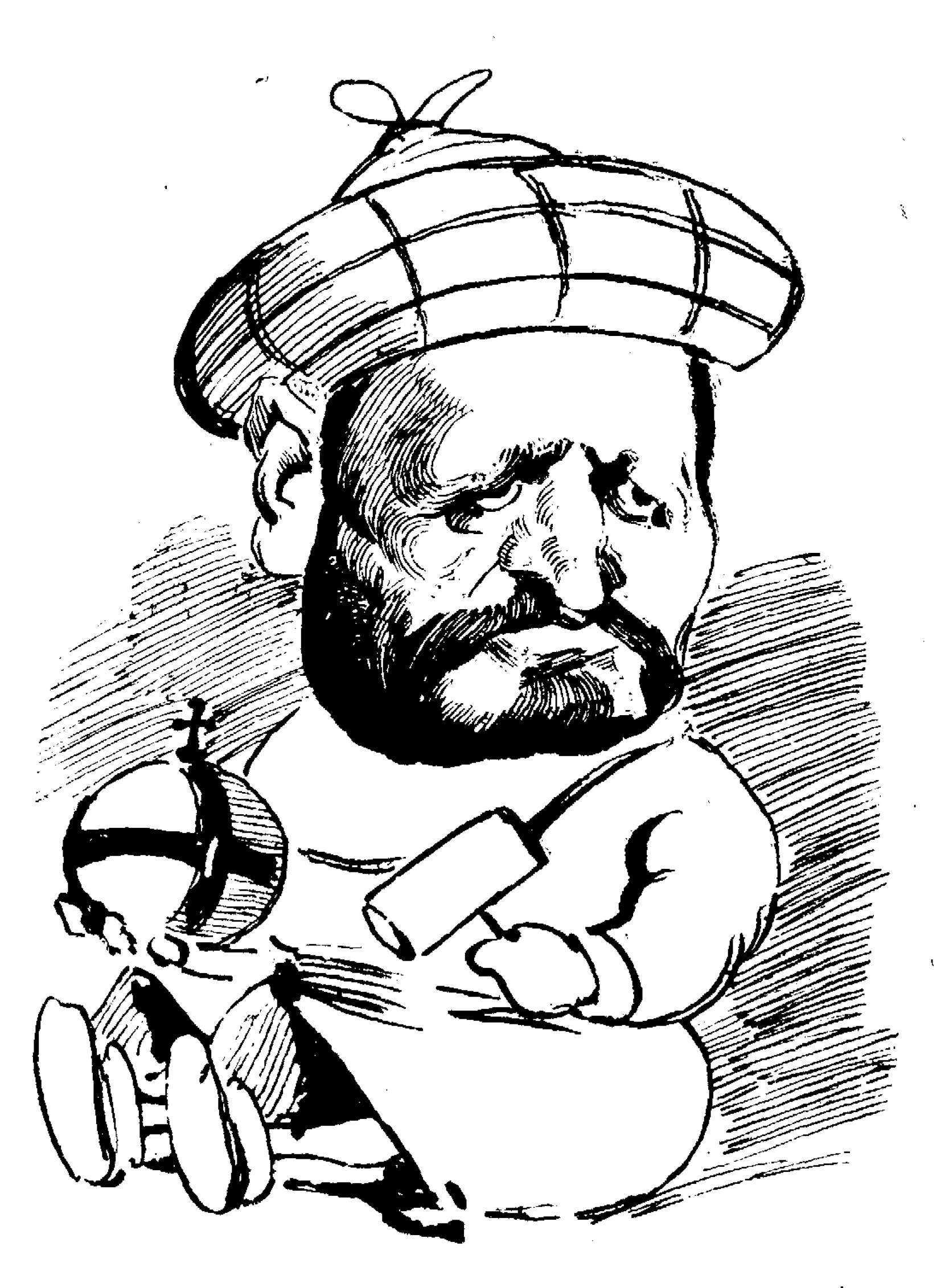
Caricaturizado por Luque (Madrid Cómico, 25 de abril de 1880)

Alarcón escribía desde su adolescencia, citándose a don Isidro Cepero como el instigador principal de su inquietud literaria. Su primera obra narrativa, El final de Norma, fue compuesta a los dieciocho años y publicada en 1855. Sus inquietudes le llevaron a integrarse en el grupo que se llamó la Cuerda granadina.
Anima los disturbios revolucionarios de la Vicalvarada (julio de 1854) acaudillando durante unos días las algaradas, y después desde las páginas de La Redención; pero, molesto con el entorno reaccionario de Granada, se trasladó en ese mismo año de 1854 a Madrid. Allí crea un periódico satírico, El Látigo, que también dirige, de cierto éxito, con ideología antimonárquica, republicana y revolucionaria. Era un claro heredero de su experiencia en El Eco de Occidente. Participan en su redacción el satírico Juan Martínez Villergas y Domingo de la Vega. Sin embargo, sus invectivas contra la reina Isabel II le reportaron ser desafiado a duelo por el escritor venezolano Heriberto García de Quevedo desde las páginas de El León Español, en el cual defendía a la reina. Aunque Alarcón disparó primero, falló, y García de Quevedo, que tenía amplia experiencia como duelista, disparó al aire perdonándole la vida. Este hecho, central en su vida, le hizo replantearse por completo sus valores e ideas; abandonó la redacción de El Látigo y se retiró para descansar a Segovia mientras sufría una gran crisis moral.
Ya con una ideología conservadora, en la prensa publica numerosos relatos y novelas cortas que le aseguran un puesto entre los primeros narradores del país. En 1857 inicia también su carrera teatral estrenando el cinco de noviembre El hijo pródigo, drama de gran éxito entre el público, aunque el autor escribió que los críticos de casi toda la prensa se confabularon contra esta obra; admitió sin embargo que su prosaísmo, nuevo para la época, merecía ser corregido en una edición posterior a su muerte. También en 1857 empieza a publicar relatos y artículos de viajes en la publicación madrileña El Museo Universal. Más tarde (1859) interviene como soldado y periodista en la guerra de África, recogiendo todo lo que acontecía en la campaña y en su vida allí; regresó herido y condecorado, y reunió esos artículos bajo el título de Diario de un testigo de la guerra de África (1859). Fue este libro muy apreciado y leído en su tiempo por su viva y prolija descripción de la vida militar, y sus reimpresiones terminaron por rendirle una auténtica fortuna y una celebridad no pequeña. 
Gracias a su situación económica más desahogada pudo dedicarse a viajar y, de paso, cultivar el género del libro de viajes, contando en diversos artículos su itinerario por Italia (recogidos en De Madrid a Nápoles, 1861) y su provincia de Granada natal (La Alpujarra, 1873), así como otros en Mis viajes por España, en los que el realismo de las descripciones contrasta con la ilusión de una prosa que narra lo cercano y desconocido. Estos artículos rebasan el interés meramente periodístico, constituyendo un ejemplo para toda la literatura de viajes posterior. Se instaló en Madrid protegido por sus amigos de la Unión Liberal, entre ellos el mismo O'Donnell y el poeta Nicomedes Pastor Díaz. De nuevo interviene en política a favor de estos en 1863. Y más tarde funda el periódico La Política y es elegido diputado por Cádiz.
El 24 de diciembre de 1865 se casó con Paulina Contreras y Reyes en Granada. Del matrimonio nacieron ocho hijos, cuatro varones y cuatro mujeres, fallecidos todos sin descendencia excepto Carmen de Alarcón Contreras, que se casó con Miguel Valentín Gamazo, y tuvieron tres hijos: María del Carmen, María del Pilar y Miguel Valentín de Alarcón. Los tres hermanos, últimos descendientes directos de Pedro Antonio de Alarcón, fallecieron en Madrid sin descendencia,
El mismo año de su boda fue desterrado a París; ya vuelto a España, participó en la batalla de Alcolea y con el triunfo de La Gloriosa en 1868 es nombrado ministro plenipotenciario en Suecia; pero renuncia y obtiene un acta de diputado por Guadix. Apoya la candidatura del duque de Montpensier, y al fracasar su candidatura al trono aboga por el hijo de la Isabel II exiliada, Alfonso XII. En 1874 publica El sombrero de tres picos, y en menos de diez años es reimpreso varias veces y traducido a diez lenguas. Es su obra más reconocida, e inspiró varias operetas y la famosa suite homónima del compositor Manuel de Falla. Al año siguiente, 1875, publica El escándalo, una novela muy autobiográfica y ejemplarizante que lo sitúa entre los llamados "neos" o neocatólicos; a pesar de las críticas de los progresistas, el autor la consideraba su obra favorita. Pero aún tenía mucho que ofrecer el escritor: se convirtió en un maestro del relato corto al dar a luz en dos años tres colecciones de cuentos excelentes: Historietas nacionales (1881), donde abundan los ambientados en la Guerra de la Independencia; Cuentos amatorios (1881), escritos con un tono de gracia maliciosa, y Narraciones inverosímiles (1882), en que domina el tema fantástico. A la primera serie corresponde el impresionante relato "El carbonero alcalde", a la segunda "El clavo", historia policiaca de patético desenlace llevada al cine con gran éxito, y a la tercera "El amigo de la muerte", historia "a lo Edgardo Poe".
Alarcón pasó de "un liberalismo exaltado a un conservadurismo moderado en su madurez". Formó parte de la Unión Liberal junto a otros escritores como López de Ayala, Ramón de Campoamor y Núñez de Arce. Ostentó diversos cargos, de los que el más importante fue el de consejero de estado con Alfonso XII, en 1875. Fue también diputado, senador y embajador en Noruega y Suecia. Además, fue académico de la Real Academia Española desde 1877. En 1880 publicó El niño de la bola, una historia trágica de ambiente popular. El protagonista mata a su antigua novia al encontrarla tras un largo viaje casada con otro; el marido se venga a su vez matándolo. El Capitán Veneno (1881) es una historia de amor en la que el protagonista, después de hacerse el desdeñoso, termina casándose con la hija de la señora que lo acogió al ser herido en una escaramuza. La pródiga (1882) expone las terribles consecuencias de unos amores ilícitos; pero la crítica apenas sintió ya interés por esta obra y el autor se sintió amargado por lo que llamó "la conspiración del silencio".
Hacia 1887, convencido de que en el camino del realismo lo había dado todo, se condenó al silencio. Tal vez influyeron las críticas de sus antiguos correligionarios liberales. Por ejemplo, Manuel del Palacio escribió sobre él lo siguiente:

Literato, vale mucho;
folletinista, algo menos;
político, casi nada;
y autor dramático, cero.

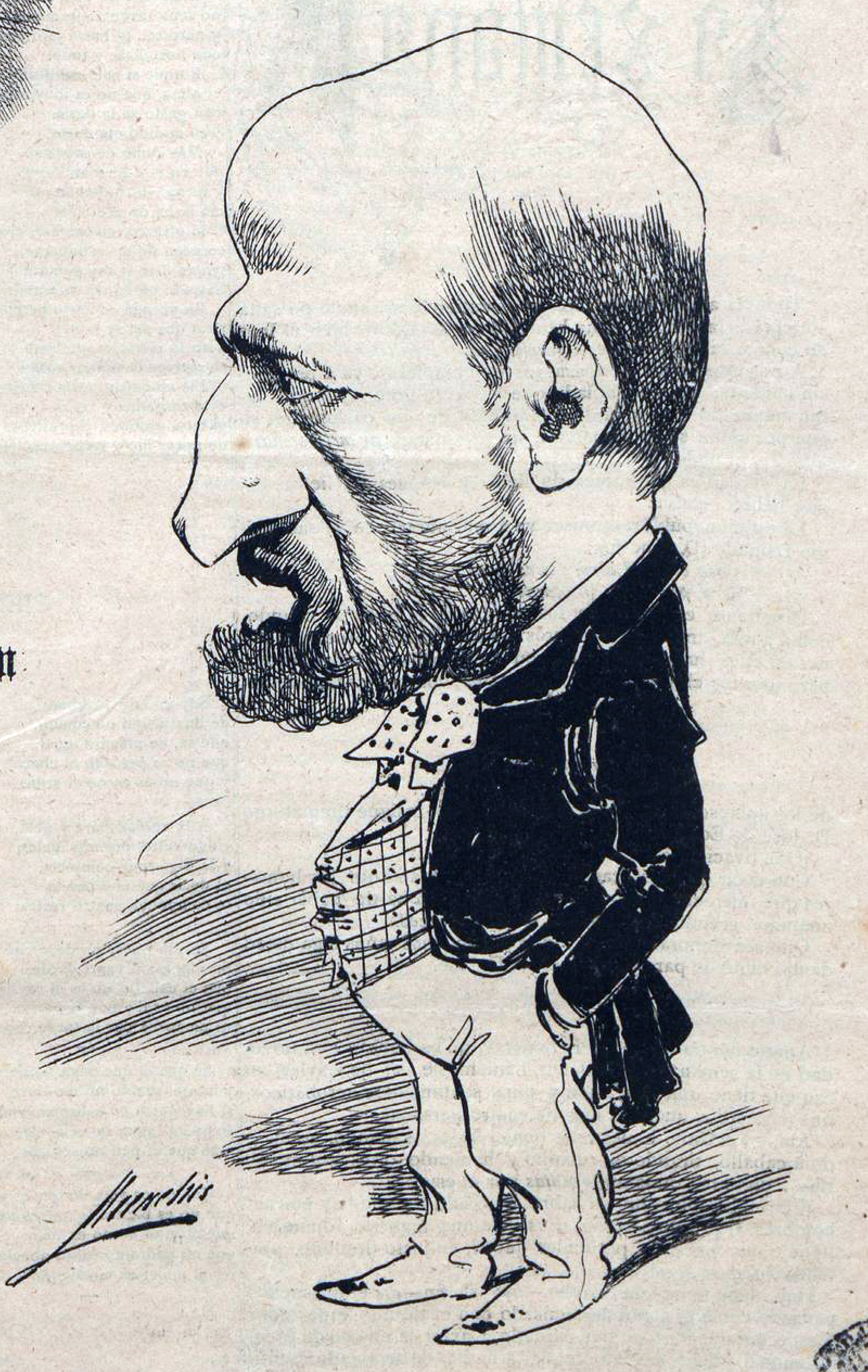
Caricaturizado por Mecachis (La Semana Cómica, 3 de agosto de 1888)

Falleció en su vivienda del número 92 de calle de Atocha, en Madrid, el 19 de julio de 1891.

## Trayectoria literaria
Según Shaw, Pedro Antonio de Alarcón es deudor de autores costumbristas como Mesonero Romanos y Fernán Caballero, ambos relacionados con el tradicionalismo y el romanticismo historicista, que influyeron en su obra. Su primera obra narrativa fue El final de Norma, que no vio publicada hasta 1855. Comenzó a escribir relatos breves de rasgos románticos muy acusados hacia 1852; algunos de ellos, entroncados con el costumbrismo granadino, revelaban el influjo de Fernán Caballero, pero otros demuestran la impronta de una atenta lectura de Edgar Allan Poe, de quien introdujo el relato policial con su novela El clavo, aunque también compuso relatos de terror a semejanza de su modelo. Desde 1860 hasta 1874 agregó a los relatos la redacción de libros de viajes. Estos últimos son Diario de un testigo de la guerra de África (1859), De Madrid a Nápoles (1861) y La Alpujarra (1873), que suponen ya un acercamiento al realismo. En 1874 publicó El sombrero de tres picos, desenfadada visión del tema tradicional del molinero de Arcos y su bella esposa perseguida por el corregidor. Recogió sus artículos costumbristas en Cosas que fueron (1871) y sus poemas juveniles en Poesías. También intentó el teatro con su drama El hijo pródigo, estrenado en 1875. 

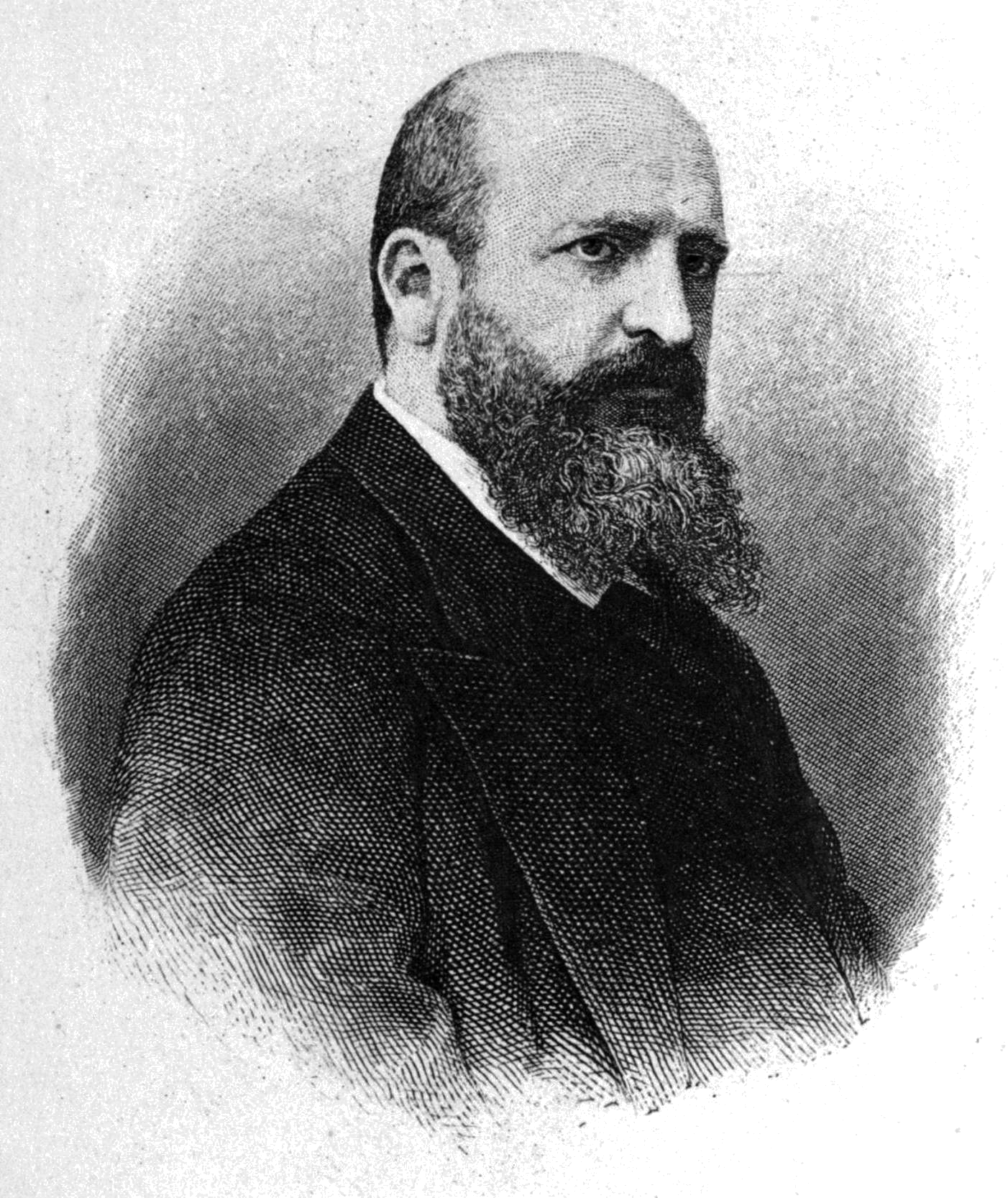
Retrato de Alarcón

En el Diario de un testigo de la guerra de África revela su talento descriptivo, presente también en los apuntes del viaje por Francia, Suiza e Italia y en La Alpujarra, donde logra insertar la viva realidad en la historia casi legendaria de las sublevaciones moriscas aproximándose a la novela. Entre 1874 y 1882 aparecieron sus obras más conocidas y famosas: los cuentos y las novelas cortas y extensas. Los relatos breves abarcan las Narraciones inverosímiles, bajo el ya mencionado influjo de Poe; los Cuentos amatorios, que se sitúan entre la sensiblería y el misterio policíaco, destacando El clavo y La comendadora; y las Historietas nacionales, de honda raigambre popular y que entroncan con obras similares de Fernán Caballero y Honoré de Balzac y van desde el tema heroico de la resistencia a los invasores franceses hasta el populismo épico de los bandoleros, pasando por las frecuentes algaradas civiles que al autor le tocó vivir. Destacan El carbonero alcalde, El afrancesado, El asistente y, la que algunos consideran la mejor de todas, El libro talonario.
En 1875 aparece El escándalo, que une el tema religioso a la crítica social. Ofrece una galería romántica de personajes, desde el soñador y enigmático Lázaro hasta el voluble Diego. De entre todos, descuellan el P. Manrique, jesuita consejero de la aristocracia, y el alocado y simpático Fabián Conde. El protagonista de la novela, que es víctima de sus calaveradas de joven, aprende a asumir su pasado bochornoso mejor que a pretender ocultarlo con mentiras burguesas. Prosiguiendo esa vena moralista, el autor siguió la trayectoria iniciada con dos obras más, El niño de la bola (1878) y La Pródiga (1880), un alegato contra la corrupción de las costumbres. Poco después publicó El capitán Veneno (1881).
Según señala Shaw, Alarcón proclamó los dos principios en que se basaban sus escritos.  El primero era la antítesis entre arte y realidad: "el cuadro, la estatua, el drama, la novela, siempre versaron acerca de lo excepcional, heroico y peregrino (...) o la literatura y el arte no son nada o son algo distinto de la prosaica realidad conocida por todos. Porque hay otra realidad la de las regiones superiores del alma(...)". En cuanto al segundo principio, este se basaba en la idea de que el arte debía cumplir una finalidad moral: "Las obras de arte (...) deben ser una lección dada por el autor al público".
Pedro Antonio de Alarcón es ante todo un habilísimo narrador: sabe cómo nadie interesar con una historia; en sus libros la acción nunca decae y, aunque el cronotopo o marco espaciotemporal de sus novelas suele ser de estilo realista, sus personajes son en el fondo románticos; en el curso de su producción novelística se va convirtiendo en un moralista. Por esta misma razón, Daniel Henri Pageaux considera que «El sombrero de tres picos no es sólo una excepción, sino un milagro (...). Alarcón quiere sumergir a su lector en un doble exotismo, un Antiguo Régimen que remite a Goya o a Ramón de la Cruz, y una Granada sonriente, buena, espiritual sin ser vulgar, alegre sin ser sensual. Y finalmente la ironía del cuentista hace al lector cómplice de una situación deleitable: la derrota del funcionario real, del poder central. ¿Qué más pedir?».

## Obras

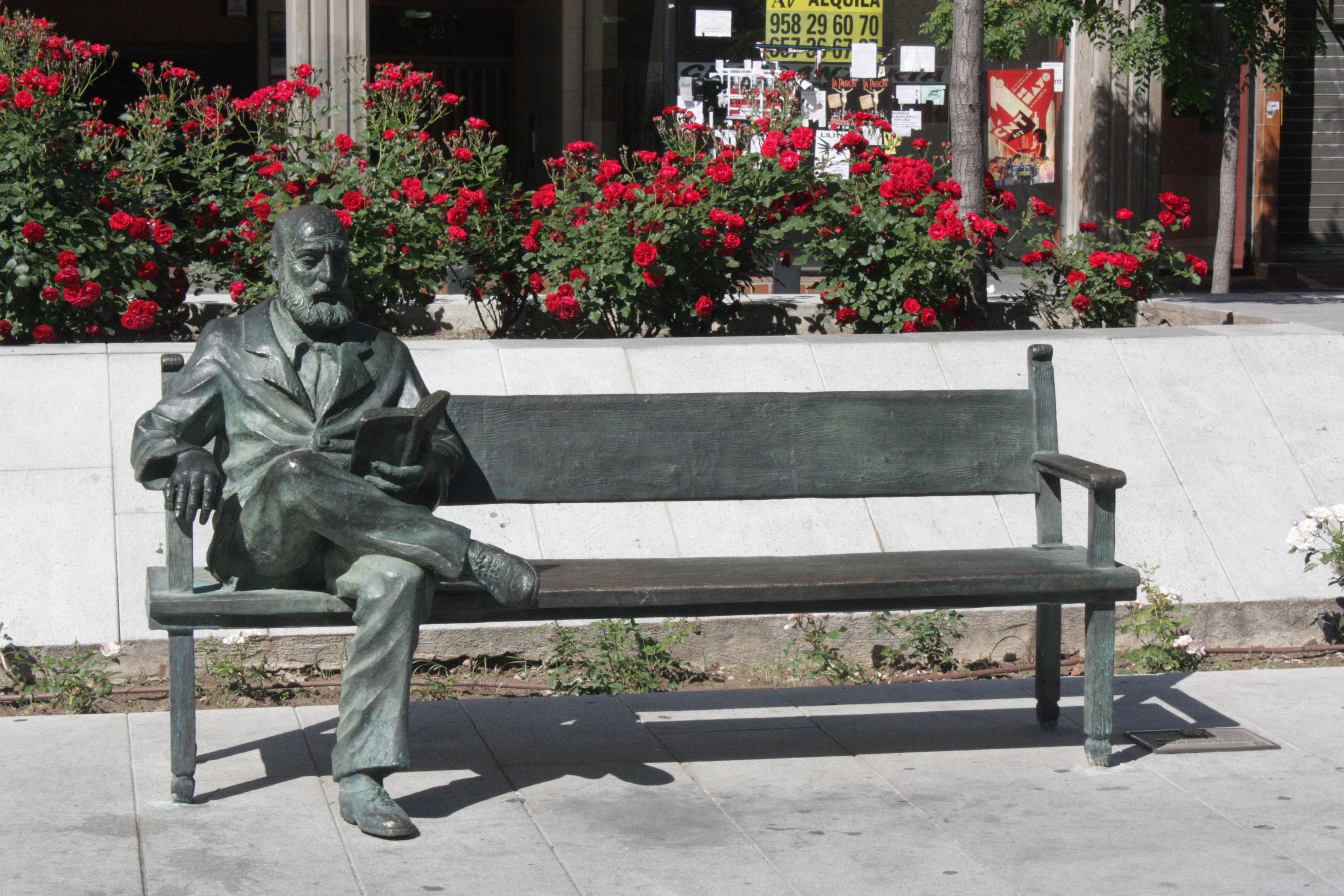
Estatua dedicada a Pedro Antonio de Alarcón en la Avenida de la Constitución de Granada.

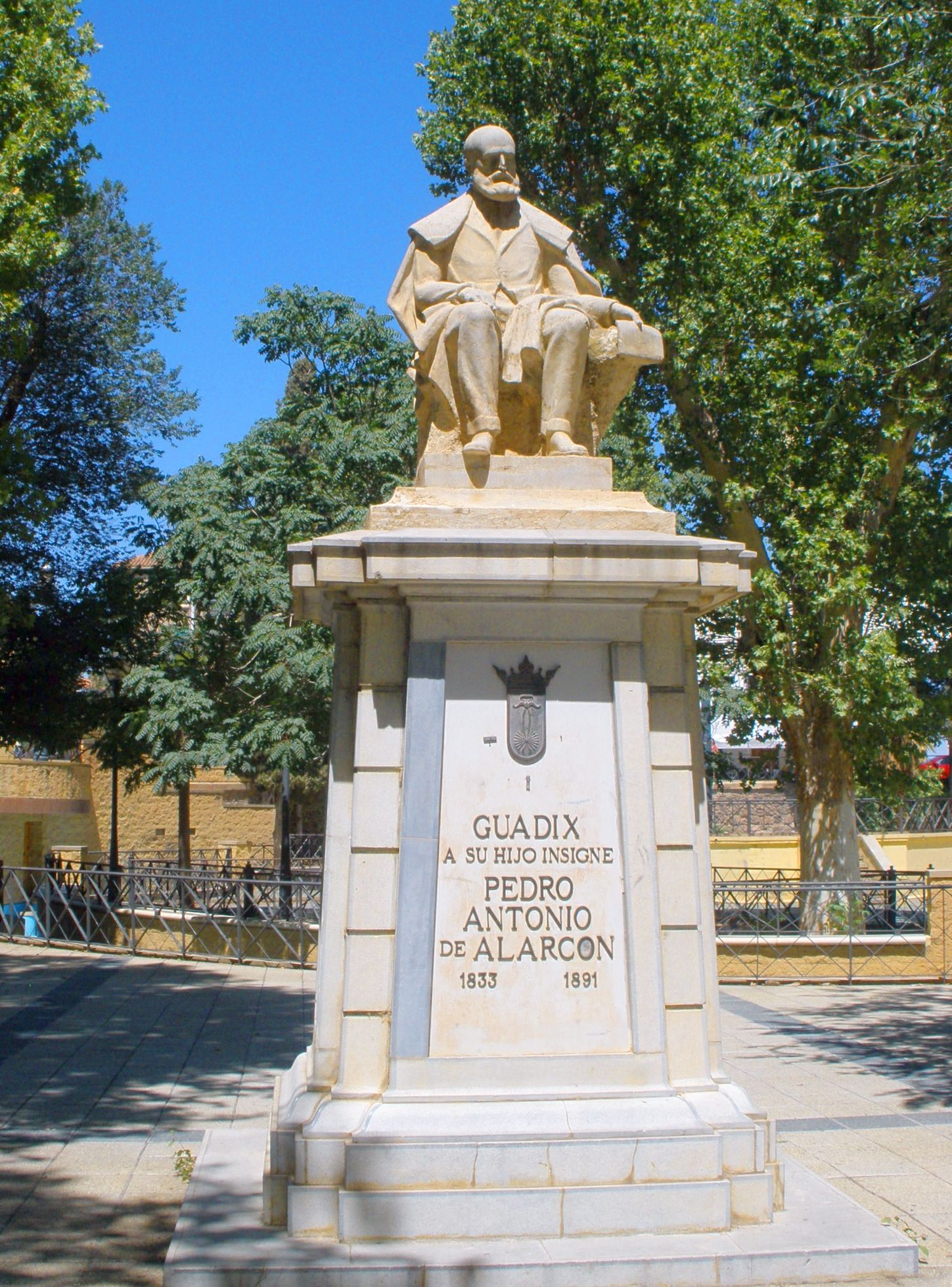
Monumento dedicado a Pedro Antonio de Alarcón en Guadix, su ciudad natal.

### Novelas
- El final de Norma (1855)
- El sombrero de tres picos (1874)
- El escándalo (1875)
- El niño de la bola (1878)
- El capitán Veneno (1881)
- La pródiga (1882)

### Cuentos reunidos
- Cuentos amatorios (1881)
  - "Sinfonía", "La Comendadora", "El coro de ángeles", "Novela natural", "El clavo", "La última calaverada", "La belleza ideal", "El abrazo de Vergara", "Sin un cuarto", "¿Por qué era rubia?", "Tic... tac...".
- Historietas nacionales (1881)
  - "El carbonero alcalde", "El afrancesado", "¡Viva el Papa!", "El extranjero", "El ángel de la guarda", "La buenaventura", "La corneta de llaves", "El asistente", "Buena pesca", "Las dos glorias", "Dos retratos", "El rey se divierte", "Fin de una novela", "El libro talonario", "Una conversación en la Alhambra", "El año campesino", "Episodios de Nochebuena", "Mayo", "Descubrimiento y paso del Cabo de Buena Esperanza".
- Narraciones inverosímiles (1882)
  - "El amigo de la muerte", "La mujer alta", "Los seis velos", "Moros y cristianos", "El año en Spitzberg", "Soy, tengo y quiero", "Los ojos negros", "Lo que se oye desde una silla del Prado".

### Teatro
- El hijo pródigo (1857)

### Poesía
- Poesías serias y humorísticas (1870)

### Libros de viajes
- Diario de un testigo de la guerra de África (1859)
- De Madrid a Nápoles (1861)
- La Alpujarra: sesenta leguas a caballo precedidas de seis en diligencia (1874)
- Viajes por España (1883)

### Recopilación de artículos
- Cosas que fueron (1871)

### Otras obras
- Juicios literarios y artísticos (1883)
- "Historia de mis libros" (1884). Ensayo publicado por primera vez en la revista La Ilustración Española y Americana, y después incluido como prólogo a las Obras completas del autor (Ediciones Fax, 1943).
- Últimos escritos (1891)